# 小林浩二 (地理学者)
小林 浩二（こばやし こうじ、1946年11月 - 2012年8月23日）は、日本の地理学者、岐阜大学教育学部教授。専攻はヨーロッパ地誌学、農業地理学。
現在の埼玉県飯能市生まれ。1971年、東京教育大学大学院修士課程地理学専攻修了。1975年、東京教育大学大学院博士課程地理学専攻中退。その後、西ドイツへの留学、筑波大学技官を経て、1977年に岐阜大学教育学部に着任した。その間、1976年に「ハンブルク北西郊と東京西郊の農業的土地利用に関する比較研究」により、東京教育大学より理学博士を取得。岐阜大学では、教育学部教員として35年間にわたって教育研究にあたったほか、2008年から2012年まで留学生センター長も務め、2012年に退職した。
公益社団法人日本地理学会は、小林が寄贈した資金をもとに、ヨーロッパに関する地理学的な地域研究を振興・発展させる目的で、2012年度より「小林浩二研究助成」を制度化している。

## おもな著書

### 単著
- 西ヨーロッパの自然と農業 : 農業景観・農村景観を中心に、大明堂、1986年、ISBN 978-4470490134
- 変貌する西ドイツの都市と農村 : 新たな地誌学的研究、古今書院、1990年、ISBN 978-4772213806
- 激動の統合ドイツ : 都市と農村の変化と課題、古今書院、1992年、ISBN 978-4772216319
- 都市と農業の共存、大明堂、1992年、ISBN 978-4470550418
- 統合ドイツの光と影、二宮書店、1993年、ISBN 978-4817601193
- 21世紀のドイツ : 旧東ドイツの都市と農村の再生と発展、大明堂、1998年、ISBN 978-4470550517
- 中央ヨーロッパの再生と展望 : 東西ヨーロッパの架け橋はいま、古今書院、2005年、ISBN 978-4772250931
- 実践・地理教育の課題 : 魅力ある授業をめざして、ナカニシヤ出版（京都）、2007年、ISBN 978-4779501739
- 地域研究とは何か : フィールドワークからの発想、古今書院、2012年、ISBN 978-4772252584

### 編著
- ドイツが変わる東欧が変わる、二宮書店、1996年、ISBN 978-4817601391
- 21世紀の地域問題 : 都市化・国際化・高齢化と地域社会の変化、二宮書店、2002年、ISBN 978-4817601919

### 共編著
- 小林浩二、森和紀、山本充、呉羽正昭、佐々木博、加賀美雅弘、中川聡史 編：東欧革命後の中央ヨーロッパ―旧東ドイツ・ポーランド・チェコ・スロヴァキア・ハンガリーの挑戦、二宮書店、2000年、ISBN 978-4817601742
- 小林浩二、呉羽正昭 編：EU拡大と新しいヨーロッパ、原書房、2007年、ISBN 978-4562091218
- 小林浩二、小林月子、大関泰宏 編：激動するスロヴァキアと日本―家族・暮らし・人口、二宮書店、2008年、ISBN 978-4817603265